# Autobiography (album, Ashlee Simpson)
Autobiography je debutové album pop rockové zpěvačky Ashlee Simpson, které vyšlo v roce 2004. Deska debutovala na 1. místě v USA, kdy se jí v prvním týdnu prodalo přes 398,000 kusů. Z alba vydala i tři singly Pieces of Me, Shadow a La La.

## Informace o albu
Ashlee Simpsonová popsala album jako dvanáct písní, které se podobají deníčku, a že ji k psaní textů inspirovaly poslední tři roky jejího života. Album dále popsala jako poctivé a plné emocí.
O albu se také hodně mluvilo v souvislosti se sestrou Ashlee Jessicou, která také dělá hudbu, ale úplně jinou než sama Ashlee, která více inklinovala k rocku. Ve své reality show sama řekla, že nechtěla dělat hudbu jako její sestra nebo Hilary Duffová ale jako Joan Jett. Nicméně i přes tato prohlášení se o její hudbě mluvilo jako o marketingovém tahu odlišit se od své sestry.
Hudební kritici přijali album smíšeně. Časopis People označil desku jako „slušný debut“ na to, aby ukázal, že má Ashlee opravdu talent a jde správnou cestou. All Music Guide byl pozitivnější označil desku za silnou a hlas Ashlee přirovnal ke Courtney Love.
Negativní kritiku uštědříl desce Autobiography časopis Roling Stone, kdy napsali o Ashlee že to není zpěv, ale kvičení a že půlka desky je poměrně přijatelná, ale druhá postrádá jakýkoli nápad. Magazín Stylus napsal o albu jako o zmařených čtyřiceti minutách s Ashlee Simpsonovou a New York Times se hodně opřel o otázku nakolik je deska spíš marketingový tah než snaha o to dotáhnout se na úroveň Avril Lavigne nebo Pink.

## Seznam písní
1. Autobiography – 3:34
2. Pieces of Me– 3:37
3. Shadow– 3:57
4. La La – 3:42
5. Love Makes the World Go Round – 3:45
6. Better Off – 3:27
7. Love Me for Me – 3:27
8. Surrender – 3:20
9. Unreachable – 3:53
10. Nothing New – 3:06
11. Giving It All Away – 2:56
12. Undiscovered – 4:56

### Bonusy
1. Harder Everyday – 3:30
2. Sorry – 3:43
3. Endless Summer – 3:37